# Catochria catocaloides
Catochria catocaloides är en fjärilsart som beskrevs av Herrich-Schäffer 1855. Catochria catocaloides ingår i släktet Catochria och familjen tandspinnare. Inga underarter finns listade i Catalogue of Life.